# Nà Tòng
Nà Tòng là một xã thuộc huyện Tuần Giáo, tỉnh Điện Biên, Việt Nam.

## Địa lý
Xã Nà Tòng nằm ở phía bắc huyện Tuần Giáo, có vị trí địa lý:
- Phía đông giáp xã Phình Sáng
- Phía tây giáp huyện Tủa Chùa
- Phía nam giáp xã Mùn Chung và xã Rạng Đông
- Phía bắc giáp huyện Tủa Chùa và xã Phình Sáng.

Xã Nà Tòng có diện tích 37,55 km², dân số năm 2022 là 2.843 người, mật độ dân số đạt 75 người/km².

## Hành chính
Xã Nà Tòng được chia thành 6 bản: Co Muông, Co Phát, Nà Tòng, Nậm Bay, Nong Tóng, Pá Tong.

## Lịch sử
Ngày 25 tháng 8 năm 2012, Chính phủ ban hành Nghị quyết số 45/NQ-CP về việc thành lập xã Nà Tòng trên cơ sở 3.755 ha diện tích tự nhiên với 2.264 người và 7 bản: Nậm Bay, Nà Tòng, Nong Tóng, Pá Tong, Pá Cá, Co Muông, Co Phát của xã Mùn Chung.
Ngày 6 tháng 12 năm 2019, HĐND tỉnh Điện Biên ban hành Nghị quyết số 148/NQ-HĐND về việc sáp nhập bản Pá Cá vào bản Nậm Bay.